# پیمان ماورای جو
پیمان ماوَرای جَوّ‎ پیمانی بین‌المللی در ۱۷ ماده برای بهره‌برداری از منابع ماورای جو زمین و اولین پایه برای نگارش و تصویب قانون فضا است. این معاهده در ابتدا بین سه کشور آمریکا، بریتانیا و اتحاد جماهیر سوسیالیستی شوروی در ۲۷ ژانویه ۱۹۶۷ امضا و در ۱۰ اکتبر ۱۹۶۷ اجرایی شد و تا مه ۲۰۲۵، ۱۱۷ کشور عضو این پیمان شده و ۴۰ کشور آن را امضا کرده ولی در داخل کشور خود تصویب نکرده‌اند. اجرای این پیمان زیر نظر کمیته سازمان ملل در امور استفاد صلح‌آمیز از ماورای جو است.

## نکات کلیدی
این پیمان، کشورهای عضو را از استقرار سلاح‌های کشتار جمعی، آزمایش تسلیحاتی یا پایگاه نظامی در فضای بیرونی جو زمین، ماه یا هر جرم آسمانی دیگری منع می‌کند اما محدودیتی برای سلاح‌های متعارف در آن تعریف نشده‌است. همچنین این پیمان می‌گوید که اکتشافات و منابع فضایی متعلق به همه کشورها و تمام کشورها، آزادانه مجاز به اکتشافات فضایی هستند.
همچنین، هیچ کشوری حق ادعای مالکیت بر هیچ جرم آسمانی و منابع آن را ندارد. اما اگر کشوری، جسمی را به سطح یک جرم آسمانی بنشاند می‌تواند محدوده کوچکی در اطراف آن را کنترل کند.
از طرف دیگر، کشورهای عضو، مسئول خسارات وارده (از ظرف موسسات دولتی یا خصوصی تحت تابعیت خود) به اجرام آسمانی هستند. بر این اساس، یک مؤسسه خصوصی، برای نشاندن جسمی بر سطح یک جرم آسمانی، نیاز به اجازه از اعضای عضو پیمان دارد و فعالیت‌های آن تا پایان عملیات، توسط اعضا، پایش می‌شود. اگر یکی از اعضا نسبت به فعالیت‌های عضو دیگری احساس نگرانی کند می‌تواند مراتب اعتراض خود را به شورای ریاست اعلام دارد.
در سال ۱۹۷۹ در ادامه این معاهده، پیمانی به نام پیمان ماه تصویب شد که تمام فضای خارج از جو و اجرام آسمانی را جزئی از جامعه بین‌المللی فرض کرده و قوانین حاکم بر آن را مطابق منشور ملل متحد می‌داند که با استقبال بسیار کمی از کشورها روبرو شد.